# Monomawalde
Monomawalde of Monemawalda is een nederzetting in de buurt van Dorkwerd, genoemd in de Kroniek van de Abdij Bloemhof in 1222 als Monomawalda.
Daarbij gaat het kennelijk om de landerijen rond Dorkwerd. Een kerkelijk register uit de zestiende eeuw verklaart: Monomawalda que dicitur Folquakerke alias Dorquare. In 1295 worden nog eens de Monmangamannen genoemd, maar daarbij kan het gaan om de edele heerd Monema, Mammena of Monnema bij Uithuizen.